# Tharawal
Die Tharawal (auch Dharawal) sind ein Stamm der Aborigines und waren die ursprünglichen Bewohner im Süden Sydneys und der Illawarra-Region in Australien. Die Tharawal waren der erste Aborigines-Stamm, die den europäischen Kolonisten im Jahre 1788 begegneten.

## Land
Die Tharawal lebten in einem Gebiet vom Süden der Botany Bay vom Port Hacking bis in den Norden des Shoalhaven Rivers und bis ins Inland bis nach Campbelltown und Camden. Es wurde allgemein angenommen, dass es keine Nachkommen des Tharawal-Volkes mehr gebe, jedoch nachdem entsprechend dem Mabo-Verdikt ein Native Title (Anrecht auf Landnutzung) geltend gemacht werden konnte, wurden Gebiete beansprucht, die früher dem Tharawal-Volk gehörten.

## Clans und Namen
Der Tharawal-Stamm teilte sich in mehrere Clans auf: Bediagal (Manly-Hafen), Bidjigal (Kurnell), Toogagal (südlich des George River), Cabrogal (Wollongong), Boorooberongal (Bong Bong), Cannemegal (vermutlich Royal National Park), Gomerigal-tongara, Muringong, Cattai.
Alternative Namen zu Tharalwal sind Dharawal, Darawal, Carawal, Turawal, Thurawal, Thurrawal, Thurrawall, Turu-wal, Turuwul, Turrubul und Turuwull.

## Kunst und Traumzeit
Die Tharawal sprechen eine eigene Sprache, die Tharawal-Sprache. Sie hatten hohe künstlerische Fähigkeiten, die von ihnen in vielen Sydney-Felsgravuren am Jibbon Point zum Ausdruck gebracht wurden. In der Traumzeit der Tharawal lebt die Vorstellung, dass ein Frauengeist Land und Wasser trennte. Dieser Schöpfungsgeist war allein und schuf deshalb zwei Schwestern, Wurrata und Wiritjiribin und kehrte zurück an seinen Platz am Sternenhimmel. Da die beiden Schwestern alleine waren, schuf der Frauengeist später zwei Männer, und dies war der Beginn des Tharwal-Volkes.